# شروج الحموس (القطن)
'

تعديل مصدري - تعديل

شروج الحموس هي إحدى قرى عزلة القطن بمديرية القطن التابعة لمحافظة حضرموت، بلغ تعداد سكانها 17 نسمة حسب تعداد اليمن لعام 2004.